# Bíbalos
Os bíbalos (em latim: Bibali)  eram uma antiga tribo da Galécia, um povo galaico do convento bracarense que vivia no oeste da atual região de Verim.
Os Bíbalos são citados por Ptolemeu, Geografia, 6, 38 e 43,  que os nomeia como galaicos bracarenses, entre os Límicos e os Gróvios. Seu centro principal era o castro de San Millao, conhecido como Forum Bibalorum. Os seus habitantes dedicavam-se sobretudo a criação de ovinos, a olaria e ao comércio com outros castros ou aldeias da zona, aproveitando a estrada romana que atravessava a zona próxima de Gironda.

## Etimologia
Sendo mencionada no Padrão dos Povos da Ponte de Chaves, o seu nome poderá estar relacionado com o rio Búbal,  que atravessa os concelhos ourenses de Qualedro, Monte Rei e de Verim.